# Villa Il Giullarino
Villa Il Giullarino si trova a Firenze, in via Pian de' Giullari, davanti a villa Capponi e vicino all'Osservatorio astrofisico di Arcetri.
La villa è di origine quattrocentesca, ma venne rimaneggiata nel XVI e nel XVII secolo. Appartenuta ai Bartolommei, stette in loro possesso finché non la ereditarono i Passerini, che ai primi dell'Ottocento la cedettero al barone De Fabrot.
Wilhelm Tempel, assistente astronomo al vicino Osservatorio di Arcetri, abitò per breve tempo nella villa e vi morì il 16 marzo 1889.
Nel 1908 venne comprata da Guy Mitchell di Chicago, il fratello di Hortense che sposò Arthur Acton (Harold Acton era loro figlio) e visse a villa La Pietra. Il Mitchell restaurò la villa e fece alzare la torretta. Nel 1929 cedette la proprietà a Catherine Pingree Dawes, che morì nel 1937 lasciando le sue proprietà a un istituto caritatevole di Pittsfield (Massachusetts), il quale nel 1938 vendette la villa al collezionista piemontese Riccardo Gualino, che vi raccolse un'importante collezione d'arte e vi morì nella primavera del 1964. Oggi è frazionata in appartamenti.
La villa ha un doppio ingresso. Quello al n.12 è particolarmente monumentale. Esso è composto da un piano rialzato dalla strada dove si aprono un portale, con lo stemma Bartolommei, la facciata marmorea di una cappellina e un tabernacolo dove si trova affrescato un Crocifisso, con la scritta HYERONIMUS BARTOLOMEUS RESTITUIT ANNO MDCLX. Il tabernacolo ha la dimensione di una finestra, tale da far sembrare la piazzetta un cortile interno, e sul frontone è decorato dal trigramma di Cristo entro un sole raggiante in pietra.